# Амстел Голд Рейс
Амстел Голд Рейс (нидерл. Amstel Gold Race) — ежегодная классическая шоссейная велогонка, проходящая во второй половине апреля в южной части нидерландской провинции Лимбург. Традиционно считается первой классикой сезона, где в борьбу за победу, на равне с классиками, вступают горняки и многодневщики.
С 1989 года проводится в рамках главных сезонных велошоссейных соревнований, организуемых Международным союзом велосипедистов (UCI): Мирового кубка UCI (1989-2004), ПроТура UCI (2005-2010), Мирового календаря UCI (2009-2010) и Мирового тура UCI (c 2011 г. по сегодня). Является единственной однодневной гонкой Мирового тура, которая проводится в Нидерландах и считается самой важной в нидерландском велоспорте. Нидерландец Ян Рас выиграл гонку рекордные пять раз.
Нидерландская пивоваренная компания «Amstel» выступает титульным спонсором гонки с момента её создания в 1966 году, на что указывает название гонки.
В 2017 году Амстел Голд Рейс среди женщин состоялась впервые с 2003 года. Соревнование было организовано в рамках Женского Мирового тура UCI 2017 в тот же день и на тех же дорогах, что и мужская гонка.

## История

### Первая гонка

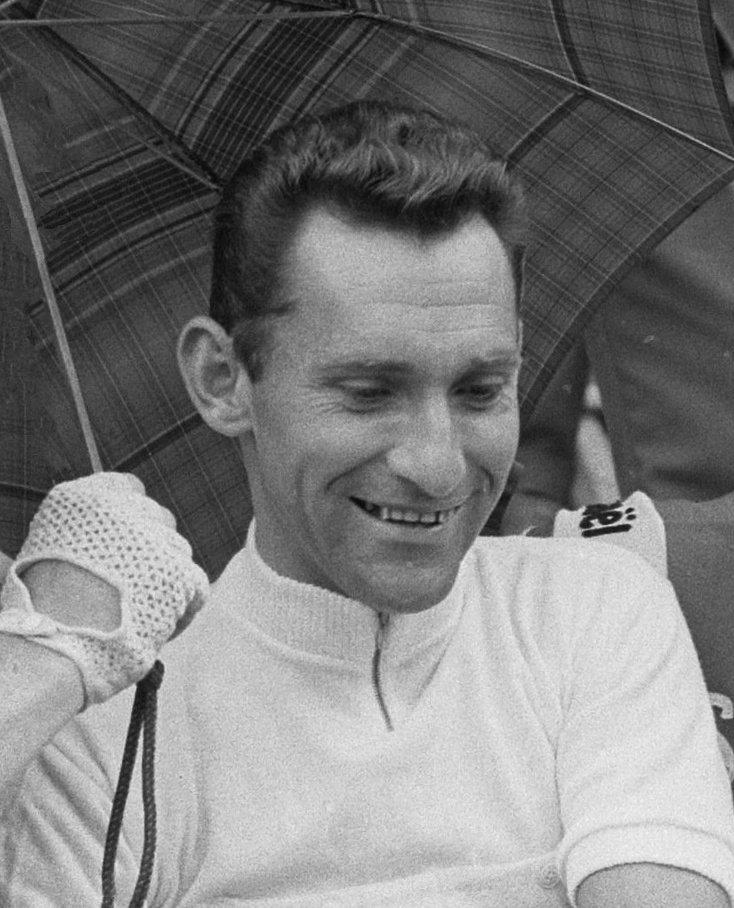
Жан Стаблински — победитель первого выпуска гонки (1966 г.).

Амстел Голд Рейс была создана нидерландскими спортивными промоутерами Тоном Виссерсом и Херманом Кроттом, которые возглавляли компанию под названием «Интер Спорт». Их мечтой было создать нидерландскую классическую гонку, способную конкурировать с монументами Фландрии и Италии. Первый выпуск гонки был намечен на 30 апреля 1966 года — день национального праздника Нидерландов. Планировалось провести 280-километровую гонку между Амстердамом и Маастрихтом. Призовой фонд составлял 10 000 гульденов, пятую часть которого должен был получить победитель. 
Однако идея провести гонку в День королевы привела организаторов на грань катастрофы. Необходимо было согласовать маршрут с полицией и властями на местах. Из-за праздника значительную часть дорог невозможно было использовать, что удлиняло и без того некороткую гонку. А незадолго до начала стало ясно, что невозможно будет использовать единственный подходящий мост через Холландс-Дип. Кроме того, голландские хиппи и анархисты могли устроить в этот день массовые беспорядки, катализатором чего могла стать недавняя свадьба наследницы престола Беатрикс с немецким аристократом Амсбергом фон Клаусом. В итоге 26 апреля Кротт и Виссерс объявили на пресс-конференции об отмене гонки. Однако вмешался министр транспорта, позволивший устроить гонку с условием, что она больше никогда не пройдёт в национальный праздник. 
302-километровая гонка прошла между Бредой и Мерссеном, который ещё многие годы оставался финишным пунктом гонки. Тяжелейшая дистанция завершилась драматичным финишем, когда у лидировавшего местного гонщика Яна Хугенса заело цепь на финальных метрах. Победу одержал его партнёр по команде «Ford-Hutchinson» Жан Стаблински, получивший в награду золотое кольцо в виде пивной бочки «Amstel». Из 120 стартовавших гонщиков финишировали только 30. Несмотря на первоначальные намерения организаторов, Амстел Голд Рейс так и никогда не стартовала в Амстердаме, как и в Роттердаме или Утрехте — трёх крупнейших городах Нидерландов.

### В поисках индивидуальности
В 1967 году место старта гонки было перемещено в Хелмонд к штаб-квартире спонсора «Amstel», а её длина уменьшена до 213 км. Аре ден Хартог выиграл тогогодний выпуск классики, став первым нидерландским победителем. В 1968 году гонка состоялась 21 сентября из-за конфликта в календаре. На единственном в истории осеннем выпуске гонки, длиной 254 км, первенствовал нидерландец Харри Стевенс.
В 1969 году гонка вернулась к прывичному времени проведения. Триумфатором четвёртого выпуска стал Гвидо Рейбрук, положив начало серии бельгийских побед. Гонка прошла при сильном снеге и граде, вынудив многих гонщиков сойти из-за переохлаждения. 
Молодая гонка изо всех сил пыталась найти свое место в международном велошоссейном календаре среди намного более старых брущаточных и арденнских классик, имея проблемы с привлечением лучших гонщиков. В течение нескольких лет лучший шоссейный велогонщик того времени Эдди Меркс не участвовал в Амстел Голд Рейс, поскольку организаторы гонки не могли оплатить его стартовый взнос. В 1973 году директор гонки Херман Кротт согласился заплатить значительную сумму команде Меркса, при условии, что он выиграет гонку. Бельгиец согласился и выиграл классику, более чем на три минуты опередив ближайшего преследователя. Два года спустя он стал первым гонщиком, который выиграл гонку дважды.
В конце 1970-х годов нидерландец Ян Рас выиграл Амстел Голд Рейс рекордных пять раз, из которых четыре раза подряд. Рас в первую очередь полагался на свой мощный спринтерский финиш, но также завоевал две сольные победы. Нидерландские СМИ даже начали использовать фразу Амстел Голд Рас (англ. Amstel Gold Raas). В 1983 году австралиец Фил Андерсон стал первым неевропейским победителем соревнования.

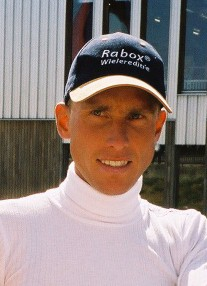
Михаэль Богерд был регулярным призёром гонки.

### Переезд в Маастрихт
В 1991 году финиш гонки был перемещен в Маастрихт — столицу провинции Лимбург, откуда с 1998 года она также стартует. Характер классики все больше определялся холмистой зоной на юге провинции. Только два нидерландских гонщика, Михаэль Богерд и Эрик Деккер, выиграли гонку за последние два десятилетия. На победных для себя гонках в 1999 и 2001 годах соответственно, Богерд и Деккер опережали американца Лэнса Армстронга в спринтерской дуэли на финише в Маастрхте. В 2001 году до финиша гонки доехали лишь 37 гонщиков из 190 стартовавших, установив антирекорд соревнования по количеству сходов. Михаэль Богерд делит рекорд по количеству подиумов с Яном Раасом — по 7, добившись одной победы, четырёх вторых мест, двух третьих и нескольких финишов в топ-10.

### Финиш с Каубергом
С 2003 по 2016 года финиш гонки располагался недалеко от вершины подъёма Кауберг в Валкенбюрге. Первую гонку с новым финальным отрезком выиграл казахстанский гонщик Александр Винокуров, атаковав перед подъёмом. В 2013 году финиш был перенесен на 1,8 км далее от вершины Кауберга, недалеко к центру Валкенбюрга, в результате чего он снова стал плоским и прямым. В 2017 году организаторы соревнования, в надежде на «более открытую» гонку, снова изменили финиш, поместив Кауберг за 19 до финишной черты. Самым успешным гонщиком Амстел Голд Рейс последних лет является специалист классик Филипп Жильбер. Бельгийцы выиграли гонку четыре раза с 2010 года, основывая свои победы на поздних ускорениях и атаках на Кауберге. В 2015 году польский гонщик Михал Квятковский стал первым действующим чемпионом мира, выигравшим классику со времен Бернара Ино, который праздновал здесь викторию в 1981 году.

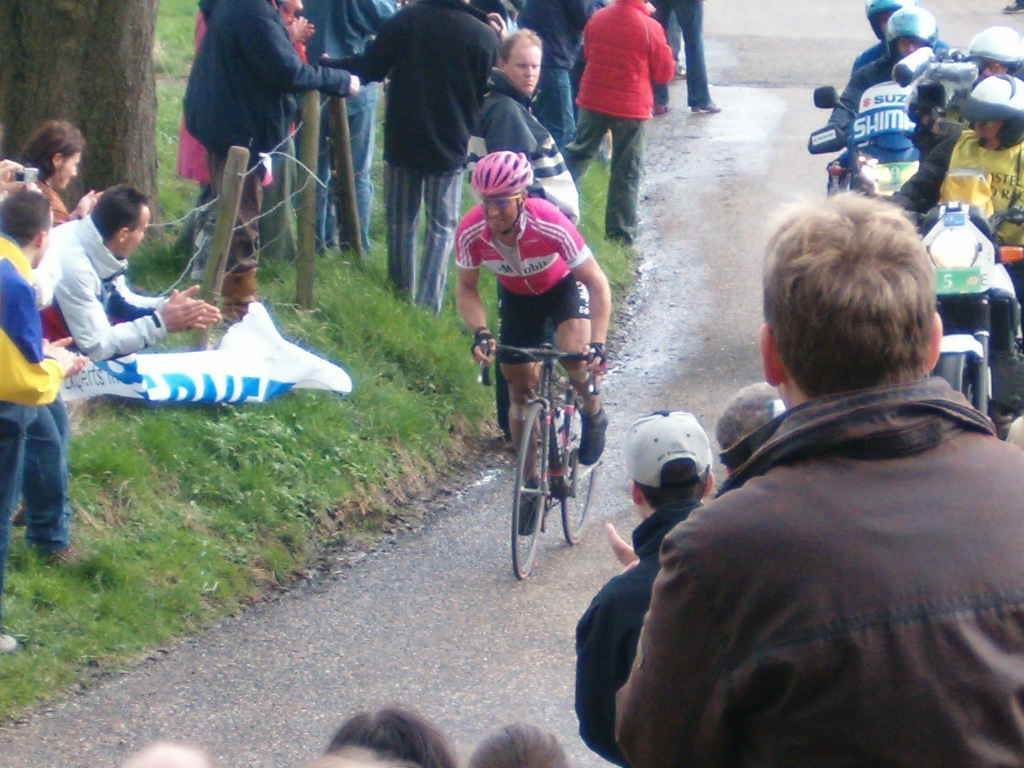
Штефен Вессеман штурмует Эйсербосвег (2006 г.).

## Маршрут
Хотя Нидерланды известны своими равнинными, подверженными ветру дорогами, Амстел Голд Рейс проходит в холмистой южной части провинции Лимбург. Маршрут проходит через пересеченную местность Лимбурга, часто резко поворачивая, чтобы охватить как можно больше подъёмов на холмы (берги). Наиболее значимый подъём — Кауберг, который в некоторых выпусках гонки проходился до четырёх раз за гонку.

### Изменения
| Года        | Старт    | Финиш      |
| ----------- | -------- | ---------- |
| 1966        | Бреда    | Мерссен    |
| 1967        | Хелмонд  | Мерссен    |
| 1968        | Хелмонд  | Элсо       |
| 1969 – 1970 | Хелмонд  | Мерссен    |
| 1971 – 1990 | Херлен   | Мерссен    |
| 1991 – 1997 | Херлен   | Мастрихт   |
| 1998 – 2002 | Мастрихт | Мастрихт   |
| 2003 –      | Мастрихт | Валкенбюрг |

Хотя гонка моложе, чем многие другие классические однодневки, её маршрут значительно изменился за эти годы. Дебютный выпуск гонки начинался в Бреде (Северный Брабант), но уже через несколько лет старт гонки был перемещен ближе к холмистой местности. С 1971 по 1997 год классика стартовала в Хеерлене, а с 1998 года — с центральной рыночной площади старой части Маастрихта. С 2005 года гонка проходит в пределах Лимбурга. Маршрут прошлых выпусков часто тянулся через соседнюю с Нидерландами бельгийскую провинцию Льеж, направляясь к Синт-Питерсбергу, изобилующему подъёмами.
С 1991 по 2002 год гонка финишировала в Маастрихте. Сам финиш располагался на Масбулеварде и являлся равнинным. Так, в 2000 году «чистый» спринтер Эрик Цабель первенствовал на гонке, выиграв спринт с многочисленной группы.
С 2003 по 2012 год финиш размещался на вершине Кауберга в муниципалитете Валкенбюрг, недалеко от Маастрихта. В 2013 году он был перенесен на запад, в деревню Берг-эн-Терблейт, за 1,8 км от вершины Кауберга. Измененный финиш копировал локации, задействованные на Чемпионате мира UCI 2012, проходившем в Валкенбюрге.

## Характер гонки

### Арденнская неделя
Хотя место проведения Амстел Голд Рейс в Лимбурге не является частью Арденн, ни географически, ни геологически, гонка открывает так называемую Арденнскую неделю. В 2004 году Амстел Голд Рейс поменялась местами с Льеж — Бастонь — Льеж в международном велошоссейном календаре. С тех пор гонка проводится в воскресенье после брущаточной классики Париж — Рубе и перед арденнской Флеш Валлонь, стартующей в следующую среду.

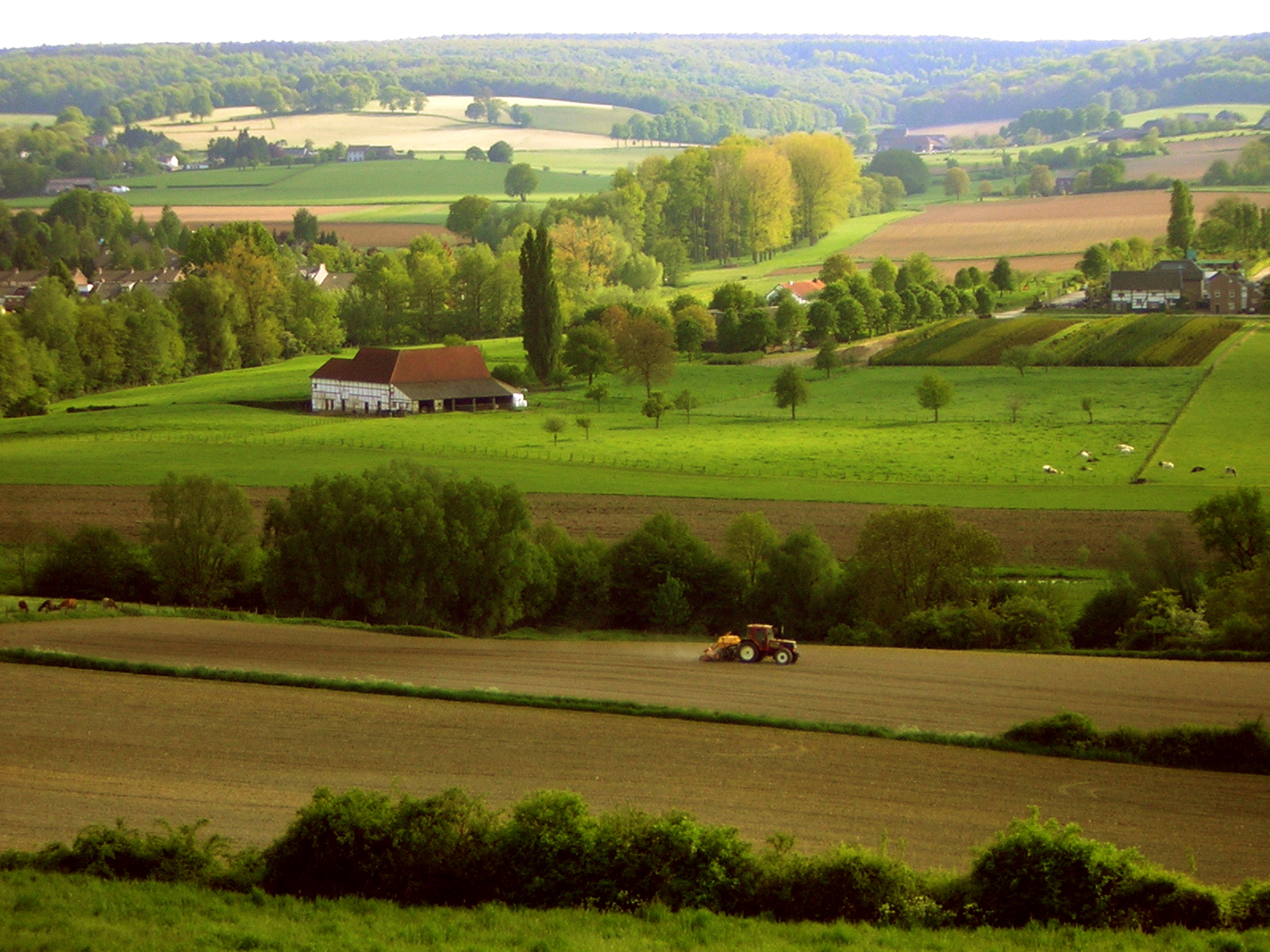
Местность близ Валса в юго-восточном Лимбурге.

Поскольку до 2002 года гонка имела равнинный маршрут, то её часто выигрывали гонщики, преуспевающие на брущаточных классиках, типа Тура Фландрии. В последние десятилетия организаторы решили перенести фокус гонки на холмы, что изменило её характер. Пелотон теперь преимущественно состоит из специалистов арденнских классик; классиков с задатками к преодолению подъёмов и даже специалистов гранд-туров.
Голландские холмы, расположенные на самом юге Лимбурга, являются единственным холмистым районом Нидерландов. Меллово-лёссовый рельеф был сформирован предгорьями соседних Арденн и Айфельских горных хребтов. Холмы определяют характер гонки: они короче и не так высоки, как в Арденнах, но их гораздо больше, чем на Льеж — Бастонь — Льеж. Самая высокая точка региона и гонки — Валсерберг на высоте 322,7 м над уровнем моря; вершина Кауберга находится на высоте 133,7 м.

### Холмы

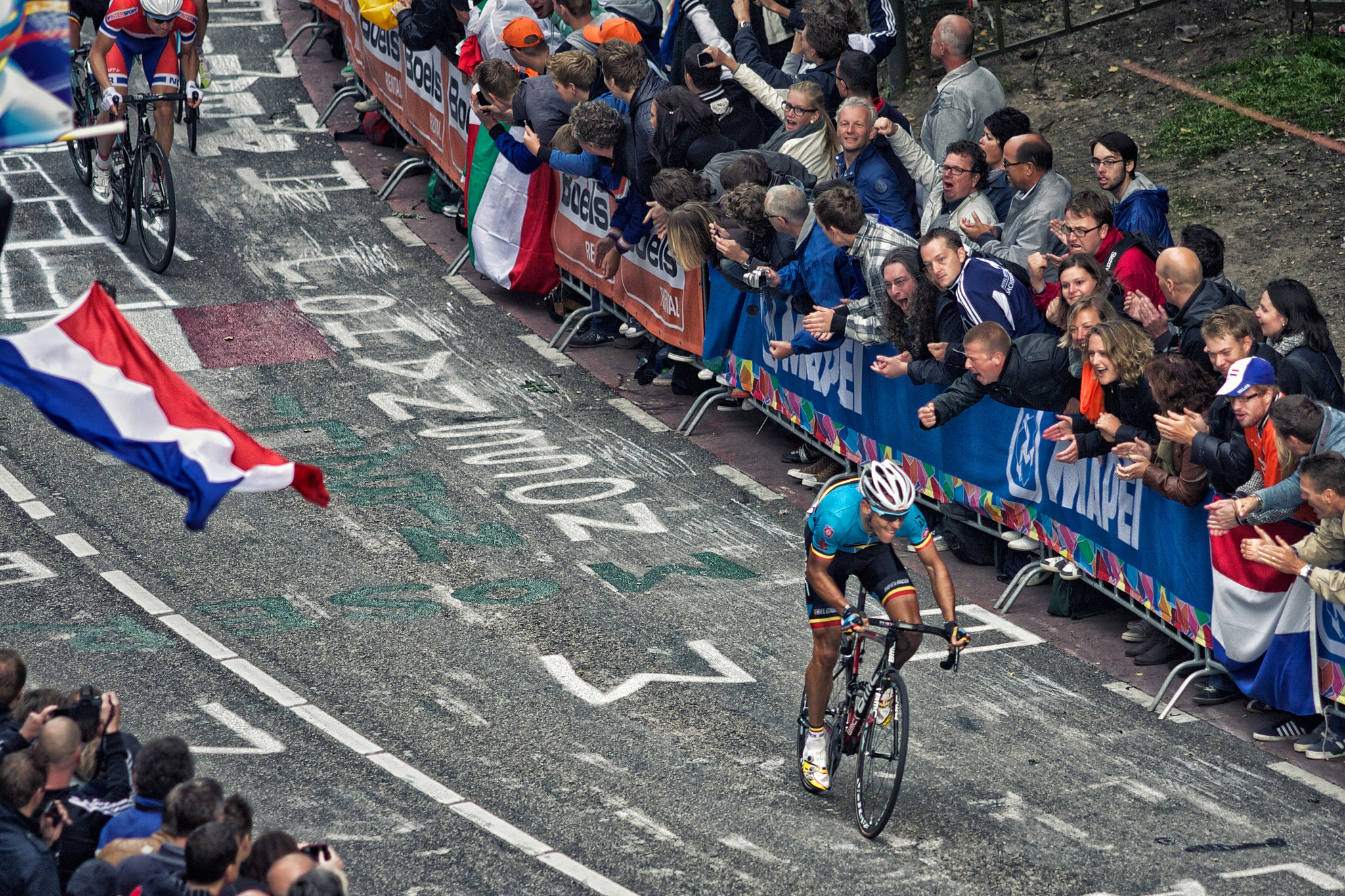
Филипп Жильбер поднимается на Кауберг в финале Чемпионата мира 2012.

Нынешний курс включает более 30 коротких подъёмов, количество которых возрастает по мере продвижения гонки, что не даёт гонщикам много времени для восстановления между холмами. 25 подъёмов находятся на первых 165 километрах гонки и еще восемь — на финальных 45 километрах. Самые крутые из них: Кауберг, Кётенберг и Эйсербосвег. Некоторые подъёмы столь же крутые, как Кётенберг (22%), другие более пологие. В отличие от брущаточных бергов на Туре Фландрии, все холмы в Лимбурге асфальтированы.
Пытаясь объяснить трудность маршрута классики, Питер Истон наводит математические расчеты:

...использование логики для преодоления чувства непонимания является ключом к пониманию этой гонки. И правда заключается в цифрах. Шесть подъёмов расположены на первых 92-х километрах, по одному на каждые 15,2 километра. Остальные 25 находятся на следующих 165 километров. Это один подъём на каждые 6,6 километра. Разбираемся дальше. Заключительный час гонки включает восемь подъемов на 42-х километрах. Теперь мы подошли до одного подъёма каждые 5,25 км. При скорости 40 км/ч это по подъёму каждые 7,5 минуты. Не очень смешно, но это определяет всё дело.

Список подъёмов на Амстел Голд Рейс 2015:

| №  | Название       | Км от старта | Локация    | Длина (м) | Средний % |
| -- | -------------- | ------------ | ---------- | --------- | --------- |
| 1  | Слингерберг    | 9            | Гёлле      | 1200      | 5,4       |
| 2  | Адстег         | 14           | Бек        | 500       | 5,4       |
| 3  | Ланге Рарберг  | 22           | Мерссен    | 1300      | 4,5       |
| 4  | Бергсевег      | 38           | Вурендал   | 2700      | 3,3       |
| 5  | Сиббергруббе   | 50           | Валкенбюрг | 2100      | 4,1       |
| 6  | Кауберг        | 54           | Валкенбюрг | 1200      | 5,8       |
| 7  | Гёлеммервег    | 59           | Валкенбюрг | 1000      | 6,2       |
| 8  | Волсфберг      | 78           | Норбек     | 800       | 4,4       |
| 9  | Лорберг        | 81           | Сленакен   | 1500      | 5,5       |
| 10 | Схвейбергервег | 93           | Гюлпен     | 2900      | 3,9       |
| 11 | Камериг        | 99           | Вейлен     | 4300      | 3,8       |
| 12 | Дриланденпут   | 110          | Валс       | 3700      | 3,7       |
| 13 | Геммених       | 114          | Блиберг    | 900       | 6,4       |
| 14 | Вейленербос    | 118          | Валс       | 1800      | 5,1       |
| 15 | Эперхейд       | 127          | Эпен       | 2300      | 4,1       |
| 16 | Гюлперберг     | 135          | Гюлпен     | 700       | 8,1       |
| 17 | Плеттенбергвег | 142          | Эйс        | 1000      | 4,2       |

| №  | Название     | Км от старта | Локация    | Длина (м) | средний % |
| -- | ------------ | ------------ | ---------- | --------- | --------- |
| 18 | Эйсервег     | 144          | Эйс        | 2200      | 4,3       |
| 19 | Хюлс         | 148          | Симпелвелд | 1000      | 7,7       |
| 20 | Вракелберг   | 154          | Вурендал   | 700       | 7,9       |
| 21 | Сиббергрюббе | 161          | Валкенбюрг | 2100      | 4,1       |
| 22 | Кауберг      | 166          | Валкенбюрг | 1200      | 5,8       |
| 23 | Гёлеммервег  | 170          | Валкенбюрг | 1000      | 6,2       |
| 24 | Бемелерберг  | 183          | Бемелен    | 900       | 5,0       |
| 25 | Лорберг      | 198          | Сленакен   | 1500      | 5,5       |
| 26 | Гюлперберг   | 208          | Гюлпен     | 700       | 8,1       |
| 27 | Крёйсберг    | 217          | Вахлвиллер | 800       | 7,5       |
| 28 | Эйсербосвег  | 219          | Эйс        | 1100      | 8,1       |
| 29 | Фромберг     | 222          | Фромберг   | 1600      | 4,0       |
| 30 | Кётенберг    | 227          | Кётенберг  | 700       | 9,4       |
| 31 | Кауберг      | 237          | Валкенбюрг | 1200      | 5,8       |
| 32 | Гёлеммервег  | 242          | Валкенбюрг | 1000      | 6,2       |
| 33 | Бемелерберг  | 250          | Бемелен    | 900       | 5,0       |
| 34 | Кауберг      | 255          | Валкенбюрг | 1200      | 5,8       |

### Опасности маршрута
Хотя Амстел Голд Рейс сегодня является главной профессиональной велогонкой в Нидерландах, её часто критикуют за опасность маршрута. Он проходит по узким дорогам, часто через густонаселенные пригороды и деревни. Из-за высокой плотности населения и нехватки земли, многие голландские семьи не имеют гаражей и их машины остаются на улице, что создает большую угрозу для гонщиков. Значительная часть маршрута городская, с множеством элементов успокоения дорожного движения, таких как «лежачие полицейские», сужения, приколы, рампы, шиканы, островки безопасности для пешеходов и круговые перекрёстки, что побудило шотландца Роберта Миллара назвать гонку Туром кольцевых развязок. Завалы и падения на классике — вещь обычная.

## Призёры
| Год  | Победитель          | Второй               | Третий               |          |
| ---- | ------------------- | -------------------- | -------------------- | -------- |
| 1966 | Жан Стаблински      | Бернар Ван Де Керков | Ян Хадженс           |          |
| 1967 | Ари Ден Хартог      | Кес Луте             | Харри Стевенс        |          |
| 1968 | Харри Стевенс       | Роже Росьер          | Даниэль Ван Рукегхем |          |
| 1969 | Гвидо Рейбрук       | Йос Гюисманс         | Эдди Меркс           |          |
| 1970 | Жорж Пинтенс        | Вилли Ван Несте      | Андре Дирикс         |          |
| 1971 | Франс Вербек        | Гербен Карстенс      | Роже Росьер          |          |
| 1972 | Вальтер Планкарт    | Вилли Де Гест        | Йоп Зутемелк         |          |
| 1973 | Эдди Меркс          | Франс Вербек         | Херман Ван Спрингел  |          |
| 1974 | Джерри Кнетеманн    | Вальтер Планкарт     | Вальтер Годефрот     |          |
| 1975 | Эдди Меркс          | Фредди Мартенс       | Жозеф Брюйер         |          |
| 1976 | Фредди Мартенс      | Ян Рас               | Люк Леман            |          |
| 1977 | Ян Рас              | Джерри Кнетеманн     | Хенни Кёйпер         |          |
| 1978 | Ян Рас              | Франческо Мозер      | Йоп Зутемелк         |          |
| 1979 | Ян Рас              | Хенк Люббердинг      | Свен-Аке Нильссон    |          |
| 1980 | Ян Рас              | Альфонс Де Вольф     | Шон Келли            |          |
| 1981 | Бернар Ино          | Роже Де Вламинк      | Альфонс Де Вольф     |          |
| 1982 | Ян Рас              | Стивен Роуч          | Грегор Браун         |          |
| 1983 | Фил Андерсон        | Ян Богарт            | Ян Рас               |          |
| 1984 | Жак Ханеграф        | Ким Андерсен         | Патрик Верслёйс      |          |
| 1985 | Джерри Кнетеманн    | Йозеф Ликкенс        | Джонни Броерс        |          |
| 1986 | Стивен Рокс         | Йоп Зутемелк         | Ронни Ван Холен      |          |
| 1987 | Йоп Зутемелк        | Стивен Рокс          | Малкольм Эллиот      |          |
| 1988 | Йелле Нейдам        | Стивен Рокс          | Клод Крикельон       |          |
| 1989 | Эрик Ван Ланкер     | Клод Крикельон       | Стив Бауэр           |          |
| 1990 | Адри ван дер Пул    | Люк Розен            | Йелле Нейдам         |          |
| 1991 | Франс Маассен       | Маурицио Фондриест   | Дирк Де Вольф        |          |
| 1992 | Олаф Людвиг         | Йохан Мюзеув         | Дмитрий Конышев      |          |
| 1993 | Рольф Ерман         | Джанни Буньо         | Йенс Хеппнер         |          |
| 1994 | Йохан Мюзеув        | Бруно Чинглята       | Марко Салигари       |          |
| 1995 | Мауро Джанетти      | Давиде Кассани       | Беат Цберг           |          |
| 1996 | Стефано Занини      | Мауро Беттин         | Йохан Мюзеув         |          |
| 1997 | Бьярне Рийс         | Андреа Тафи          | Беат Цберг           |          |
| 1998 | Рольф Ерман         | Мартен Ден Баккер    | Микеле Бартоли       |          |
| 1999 | Майкл Богерд        | Лэнс Армстронг       | Габриэле Миссалья    |          |
| 2000 | Эрик Цабель         | Майкл Богерд         | Маркус Цберг         |          |
| 2001 | Эрик Деккер         | Лэнс Армстронг       | Серж Багет           |          |
| 2002 | Микеле Бартоли      | Сергей Иванов        | Майкл Богерд         |          |
| 2003 | Александр Винокуров | Майкл Богерд         | Данило Ди Лука       |          |
| 2004 | Давиде Ребеллин     | Майкл Богерд         | Паоло Беттини        |          |
| 2005 | Данило Ди Лука      | Майкл Богерд         | Мирко Челестино      |          |
| 2006 | Фрэнк Шлек          | Штеффен Веземан      | Майкл Богерд         |          |
| 2007 | Штефан Шумахер      | Давиде Ребеллин      | Данило Ди Лука       |          |
| 2008 | Дамиано Кунего      | Фрэнк Шлек           | Алехандро Вальверде  |          |
| 2009 | Сергей Иванов       | Карстен Крон         | Роберт Гесинк        |          |
| 2010 | Филипп Жильбер      | Райдер Хешедаль      | Энрико Гаспаротто    |          |
| 2011 | Филипп Жильбер      | Хоаким Родригес      | Саймон Герранс       |          |
| 2012 | Энрико Гаспаротто   | Йелле Ванендерт      | Петер Саган          |          |
| 2013 | Роман Кройцигер     | Алехандро Вальверде  | Саймон Герранс       |          |
| 2014 | Филипп Жильбер      | Йелле Ванендерт      | Саймон Герранс       |          |
| 2015 | Михал Квятковский   | Алехандро Вальверде  | Майкл Мэттьюс        |          |
| 2016 | Энрико Гаспаротто   | Михаэль Вальгрен     | Сонни Кольбрелли     |          |
| 2017 | Филипп Жильбер      | Михал Квятковский    | Микаэль Альбазини    |          |
| 2018 | Михаэль Вальгрен    | Роман Кройцигер      | Энрико Гаспаротто    |          |
| 2019 | Матье Ван дер Пул   | Саймон Кларк         | Якоб Фульсанг        |          |
| 2020 | отменено            | отменено             | отменено             | отменено |
| 2021 | Ваут Ван Арт        | Том Пидкок           | Максимилиан Шахман   |          |
| 2022 | Михал Квятковский   | Бенуа Конфруа        | Тиш Бенот            |          |
| 2023 | Тадей Погачар       | Бен Хили             | Том Пидкок           |          |
| 2024 | Том Пидкок          | Марк Хирши           | Тиш Бенот            |          |
| 2025 | Маттиас Скельмосе   | Тадей Погачар        | Ремко Эвенепул       |          |

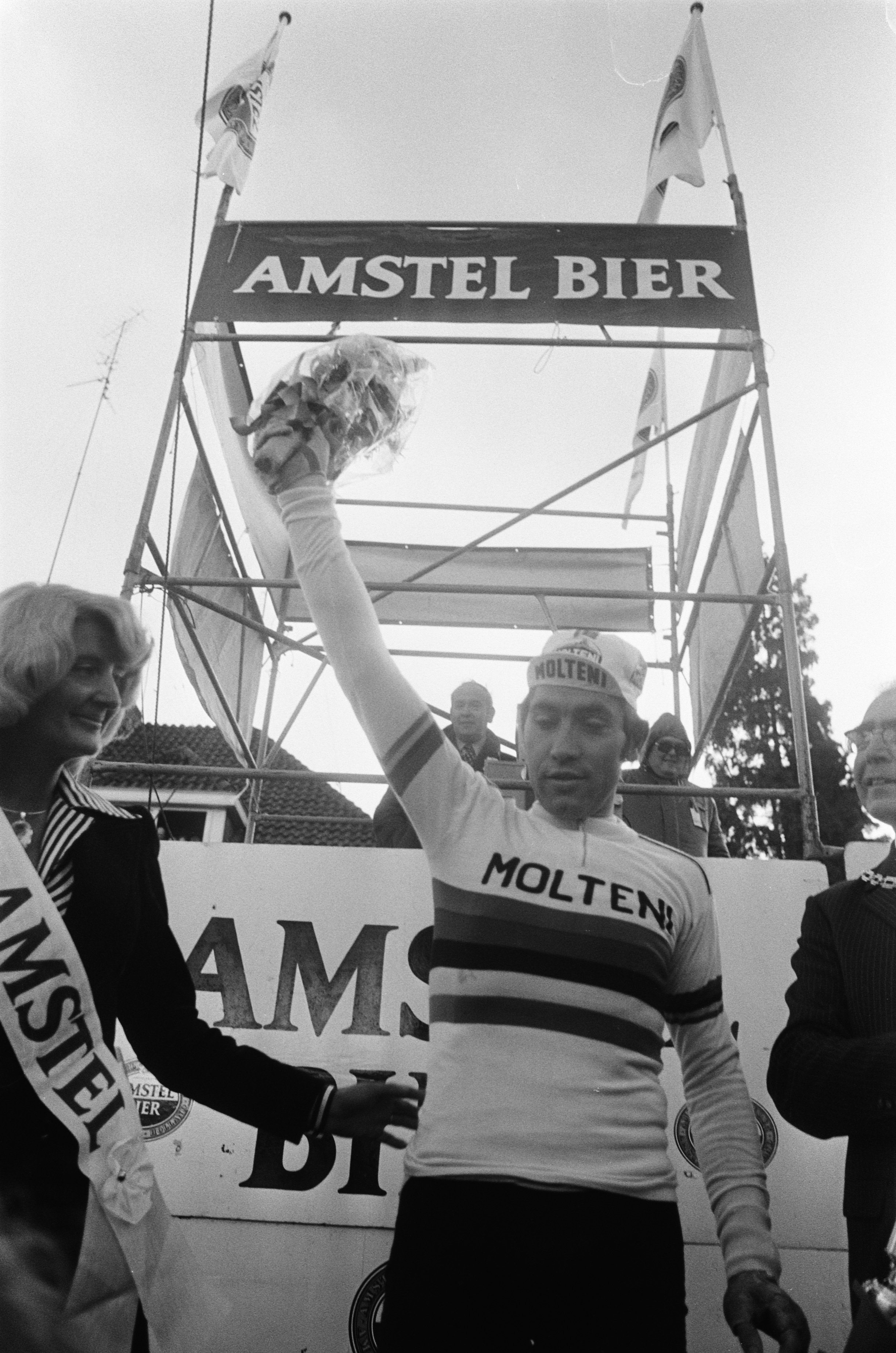
Эдди Меркс в радужной майке на подиуме после победы в 1975 г.

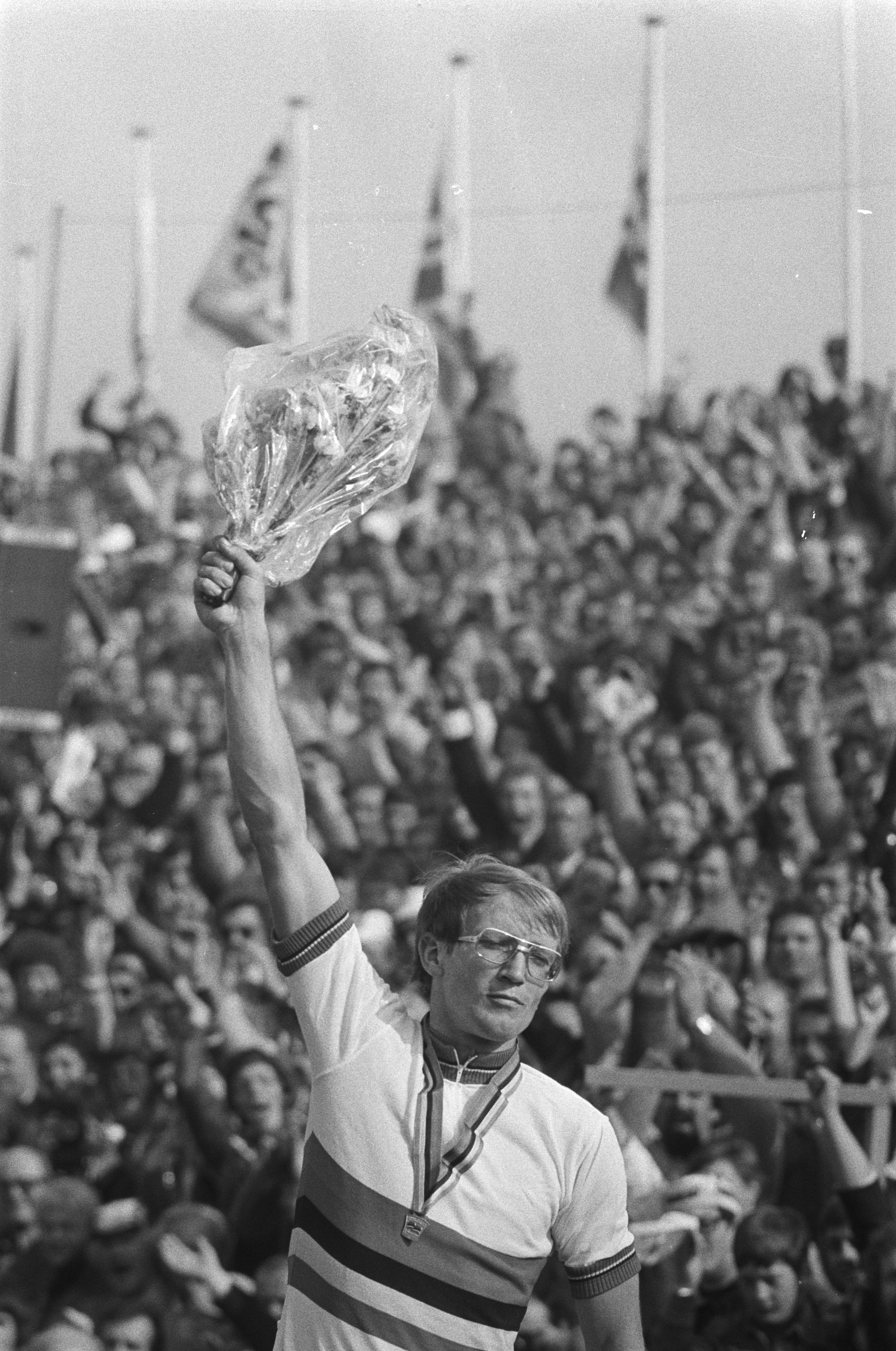
Рекордсмен гонки по победам Ян Рас празднует третью викторию (1979 г.).

- В 1999 и 2001 годах вторые места занимал американец Лэнс Армстронг, но в 2012 году он был дисквалифицирован UCI за применение допинга, начиная с 1 августа 1998 года, а все его результаты, начиная с этой даты были аннулированы. Перераспределения мест не производилось.[25]
- В 2005 и 2006 годах второе и третье места соответственно занимал нидерландец Майкл Богерд, но в декабре 2015 года после признания в употреблении допинга, был дисквалифицирован UCI с 2005 по 2007 год, а все его результаты в период  были аннулированы. Перераспределения мест не производилось.[26]

## Рекорд побед

### Индивидуально
| Побед | Гонщик            | Года                         |
| ----- | ----------------- | ---------------------------- |
| 5     | Ян Рас            | 1977, 1978, 1979, 1980, 1982 |
| 4     | Филипп Жильбер    | 2010, 2011, 2014, 2017       |
| 2     | Эдди Меркс        | 1973, 1975                   |
| 2     | Джерри Кнетеманн  | 1974, 1985                   |
| 2     | Рольф Ерман       | 1993, 1998                   |
| 2     | Энрико Гаспаротто | 2012, 2016                   |
| 2     | Михал Квятковски  | 2015, 2022                   |

### По странам
| Побед | Страна                                                       |
| ----- | ------------------------------------------------------------ |
| 17    | Нидерланды                                                   |
| 13    | Бельгия                                                      |
| 7     | Италия                                                       |
| 3     | Германия · Швейцария                                         |
| 2     | Франция · Дания                                              |
| 1     | Австралия · Чехия · Казахстан · Люксембург · Польша · Россия |

## Женская гонка

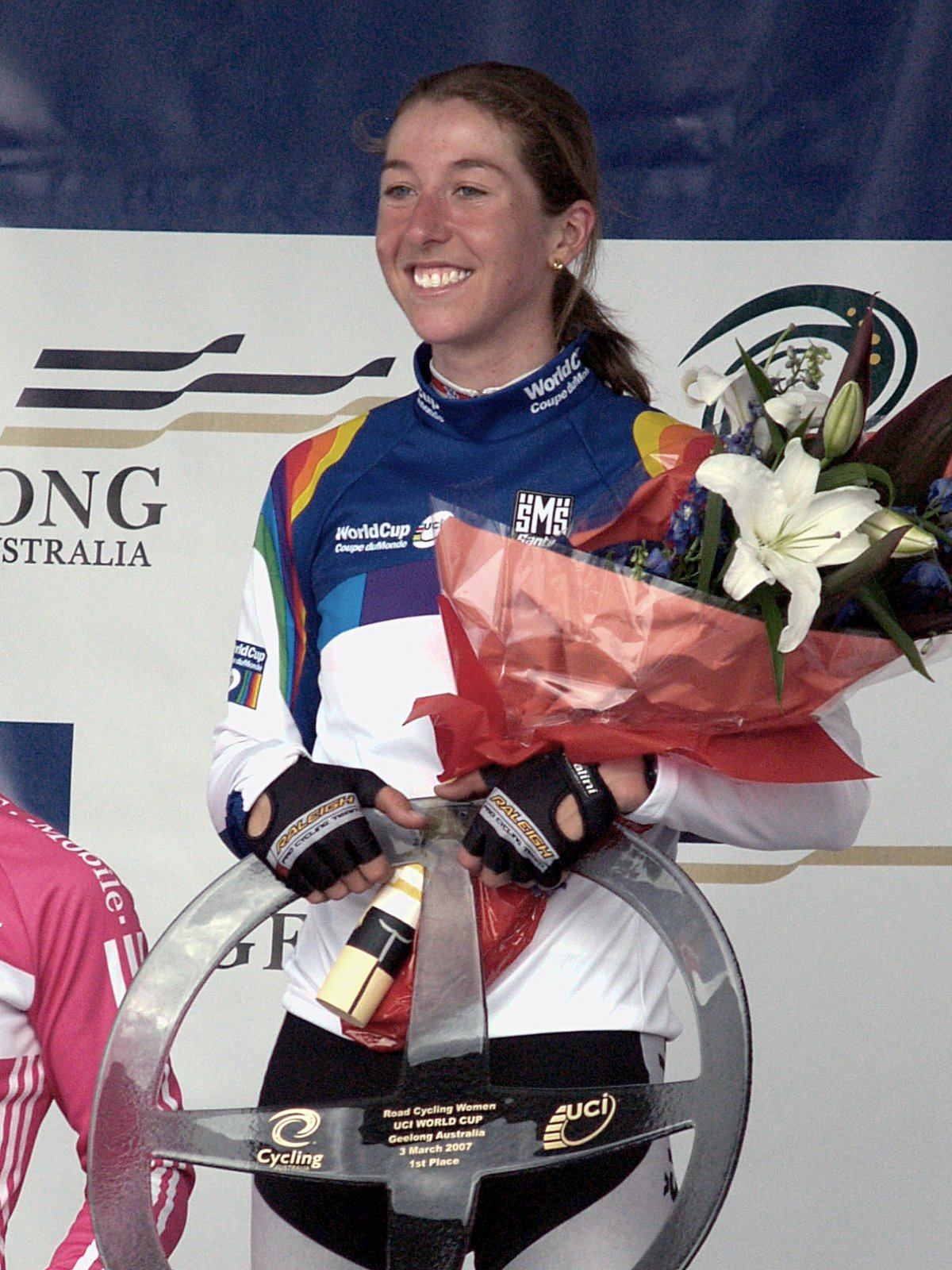
Николь Кук выиграла гонку в 2003 году.

С 2001 по 2003 года были организованы три выпуска Амстел Голд Рейс для женщин-профессионалов. Выпуск 2003 года проводился в рамках Кубка мира среди женщин. Гонка тогда стартовала в Мастрихте через 30 минут после мужской гонки. Длиной 114 км, она включала девять подъемов (Массберг, Адстег, Ланге Рарберг, Бергсевег, Сиббергрюббе, Кауберг, Бемелерберг, Кётенберг) и имела аналогичный с мужской версией финиш.
После 2003 года женская гонка не проводилось, поскольку её организация в тот же день и на тех же дорогах, что и мужской гонки, оказалось слишком сложной задачей для учредителей соревнования. Гонка вернулась лишь в 2017 году. Как и гонка среди мужчин она прошла 16 апреля, стартовав и финишировав в тех же локациях.

### Победители
| Год       | Велогонщик           | Велогонщик     | Команда        | Команда        |
| --------- | -------------------- | -------------- | -------------- | -------------- |
| 2001      | Дебби Мансвелд       |                |                |                |
| 2002      | Леонтин ван Морсел   |                |                |                |
| 2003      | Николь Кук           |                |                |                |
| 2004–2016 | не проводилась       | не проводилась | не проводилась | не проводилась |
| 2017      | Анна ван дер Брегген |                | Boels–Dolmans  |                |

## Велотуризм
С 2001 года организаторы Амстел Голд Рейс проводят также гонку для велотуристов. Она ежегодно проходит накануне профессионального соревнования. Фаны велоспорта и простые любители езды на велосипеде могут принять участие в заездах длиной 60, 100, 125, 150, 200 или 240 км. Все заезды имеют аналогичный с профессиональной гонкой финиш. Ради безопасности гонщиков количество участников ограничено 12 000. В 2009 году официальный сайт гонки перестал работать из-за большого количества желающих заказать билеты онлайн. В 2010 году все 12 000 билетов были проданы всего за 38 минут.